# Anacalliax
Anacalliax es un género de crustáceo decápodo talasinídeo perteneciente a la familia Callianassidae, descrito por de Saint Laurent en 1973.

## Especies
Este género contiene las siguientes especies:
- Anacalliax agassizi (Biffar, 1971)
- Anacalliax argentinensis (Biffar, 1971)
- Anacalliax pixii (Kensley, 1976)